# Гиллеспи, Крейг
Крейг Гиллеспи (англ. Craig Gillespie; 1 сентября 1967, Сидней, Австралия) — австралийский кинорежиссёр, наиболее известный по трагикомедии «Ларс и настоящая девушка»  и фильму-ремейку «Ночь стрaха».

## Биография
Родился и вырос в Сиднее. Гиллеспи переехал в Нью-Йорк в возрасте девятнадцати лет для изучения иллюстрации, графического дизайна и рекламы в Школе изобразительных искусств на Манхэттене.
В течение 15 лет Гиллеспи работал коммерческим директором, обычно сотрудничал с кинематографистами Адамом Киммелом и Родриго Прието. В режиссуру пришёл благодаря другу, который первым занялся данной профессией и переманил Крейга.
Снимал рекламные ролики. В качестве режиссёра кино дебютировал в 2007 году фильмом «Мистер Вудкок», главные роли в котором исполнили Шон Уильям Скотт, Билли Боб Торнтон и Сьюзан Сарандон.
Атеист.

## Фильмография
- Мистер Вудкок (2007)
- Ларс и настоящая девушка (2007)
- Ночь стрaха (2011)
- Конный полицейский (2013)
- Рука на миллион (2014)
- И грянул шторм (2016)
- Тоня против всех (2017)[6]
- Круэлла (2021)
- Дурные деньги (2023)
- Лучшая сестра (2025)
- Супергёрл (2026)

## Награды и номинации
На счету Гиллеспи награда Гильдии режиссёров Америки за выдающиеся достижения в рекламе (при 4-х номинациях) и  приз МКФ в Турине за фильм «Ларс и настоящая девушка».